# Bessie Potter Vonnoh
Bessie Potter Vonnoh (ur. jako Bessie Onahotema Potter 17 sierpnia 1872 w Saint Louis, Stany Zjednoczone, zm. 8 marca 1955 w Nowym Jorku) – amerykańska rzeźbiarka, znana przede wszystkim z niewielkich rzeźb rodzajowych przedstawiających współczesne jej kobiety i matki z dziećmi. Członkini Society of American Artists i National Academy of Design.

## Życiorys
Bessie Onahotema Potter urodziła się jako jedyne dziecko pochodzących z Ohio Alexandra C. Pottera (1836–1874) i Mary Elizabeth McKenney (1841–1932). W 1874 roku, po śmierci ojca, matka z córką przeprowadziły się do Chicago. W tym okresie mała Bessie cierpiała na różne dolegliwości, z których wyleczyła się przed ukończeniem dziesiątego roku życia. W młodym wieku postanowiła zostać rzeźbiarką. W 1886 roku wstąpiła do Art Institute of Chicago, gdzie w ciągu najbliższych kilku lat studiowała, z przerwami, rysunek i malarstwo. Pobierała lekcje modelowania pod kierunkiem rzeźbiarza Lorado Tafta, a później, jako jedna z grupy utalentowanych praktykantek, asystowała mu ze swoimi dekoracyjnymi rzeźbami na wystawie World’s Columbian Exposition w 1893 roku. Dla Illinois State Building Potter zaprojektowała również alegoryczną postać Sztuka (Art). Zlecenie na to mające 2,4 m wysokości dzieło opiewało na 800 dolarów i miało charakter nagrody dla artystki. W trakcie wystawy Potter widziała niewielkie prace rosyjskiego rzeźbiarza Paolo Troubetzkoya, które zainspirowały ją do eksperymentów z kameralnymi w charakterze rzeźbami o wysokości 30 cm. W 1894 roku Potter rozpoczęła karierę zawodową zakładając własne studio w Chicago. Stało się ono wkrótce miejscem spotkań ważnych chicagowskich postaci ze świata sztuki i literatury zyskując sobie miano „pokoiku” („Little Room”). W 1895 roku artystka odwiedziła nowojorskie studio znanego rzeźbiarza Augustusa Saint-Gaudensa. W tym samym roku została członkinią nowojorskiego Society of American Artists i od tego momentu zaczęła brać udział w organizowanych przez to stowarzyszenie corocznych wystawach. Uznanie dla jej twórczości przyszło najpierw wraz z delikatnie podbarwionymi gipsowymi portretami dystyngowanych dam i figurami współczesnych jej kobiet ubranych według ideału Gibson Girl, nazywanych przez nią samą „Potterines”; przykładem jest tu Amerykańska dziewczyna (The American Girl) z około 1895 roku, znajdująca się w zbiorach Amon Carter Museum of American Art. Sprzedając swoje prace po 25 dolarów za sztukę Potter zgromadziła fundusze potrzebne jej na podróż do Paryża.
W podróż tę wyruszyła w 1895 roku. W Paryżu odwiedziła Auguste’a Rodina w jego pracowni. Po powrocie do Chicago kontynuowała rzeźbienie małych figurek. Jej prace w tym okresie powstawały pod wpływem amerykańskiego impresjonizmu. W 1896 roku Potter stworzyła swoje najbardziej udane dzieło, Młodą matkę (A Young Mother), które do dziś określa jej artystyczną tożsamość. Rzeźba ta została pokazana na wystawie zorganizowanej w 1898 roku przez National Sculpture Society i spowodowała otrzymania przez Potter kilku zamówień na rzeźby publiczne. W ślad za tym dziełem pojawiły się podobne prace o tematyce macierzyńskiej, a następnie wdzięczne figurki nowoczesnych kobiet czytających i tańczących, jak Tańcząca dziewczyna (Girl Dancing) z 1897 roku. W 1897 Potter roku odwiedziła Florencję. Podczas pobytu w Europie nigdy nie studiowała w żadnej artystycznej uczelni pod kierunkiem europejskich nauczycieli. Po ośmiomiesięcznym pobycie w Europie artystka w 1897 roku przeniosła się do Nowego Jorku i rozpoczęła pracę na ogromnym popiersiem generała Samuela W. Crawforda zamówionym dla Smith Memorial w Fairmount Park w Filadelfii. Stworzyła również posąg aktorki Maude Adams, znany jako Amerykańska dziewczyna (The American Girl) (1899–1900), przeznaczony na Wystawę światową w Paryżu w 1900 roku. W 1899 roku Potter wyszła za mąż za malarza Roberta Vonnoh, którego spotkała w studiu LoradoTafta.

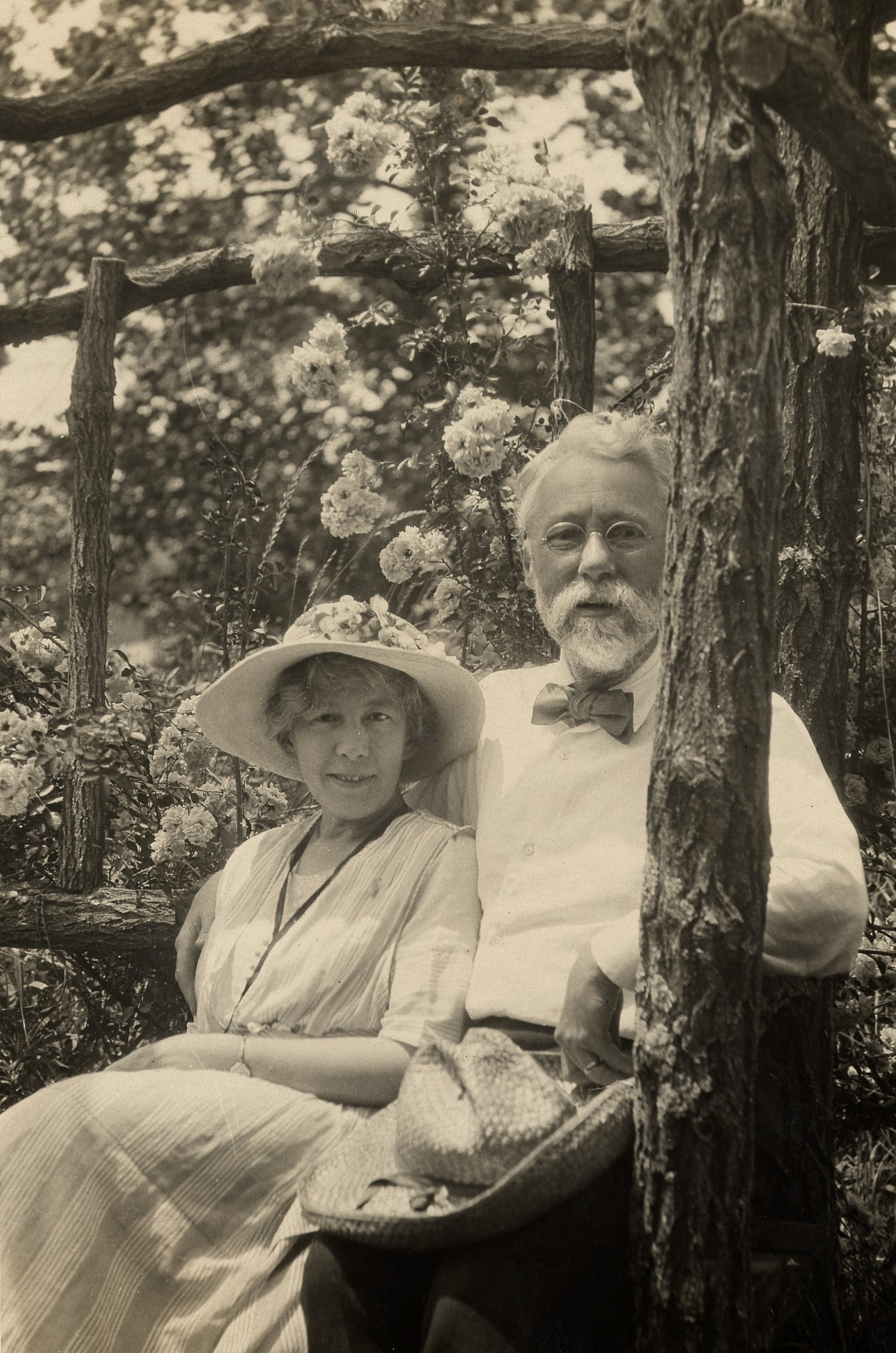
Bessie i Robert Vonnoh (ok. 1930)

W 1904 roku Vonnoh zdobyła nagrodę Julia A. Shaw Memorial Prize za rzeźbę Siedząca na tronie (Enthroned); była to pierwsza rzeźba, która otrzymała nagrodę National Academy of Design. Wraz z włączeniem Society of American Artists do National Academy w 1906 roku Vonnoh została automatycznie członkinią jej ostatniej na prawach członka stowarzyszonego; stała się tym samym pierwszą rzeźbiarką, która otrzymała taki status.
Do popularności figurek Vonnoh przyczyniło się eksponowanie ich na wystawach w National Academy of Design, Society of American Artists i National Sculpture Society w Nowym Jorku i Pennsylvania Academy of the Fine Arts w Filadelfii. Jej niekwestionowaną pozycję artystyczną potwierdziły ponadto duże wersje jej rzeźb, wyprodukowanych jako odlewy w pierwszych latach XX wieku, przede wszystkim przez Roman Bronze Works, główną odlewnię brązu w Nowym Jorku.
W 1905 roku, zachęceni przez innych artystów, Bessie i Robert Vonnoh odwiedzili Lyme Art Colony, miejsce letnich spotkań artystycznych w miejscowości Old Lyme, które stało się znane jako centrum amerykańskiego impresjonizmu. To tutaj oboje zaprzyjaźnili się z Woodrowem Wilsonem, ówczesnym rektorem Princeton University, jego żoną, malarką Ellen i ich córkami, z których średnia, Jesse, pozowała później Vonnoh. W późniejszym okresie Vonnohowie kupili drugi dom w Old Lyme i zaczęli się pojawiać się w Lyme Art Association, stopniowo wtapiając się w społeczność artystów.
Drogi artystyczne małżonków Vonnoh ściśle splotły się ze sobą, oboje często wystawiali razem w dwuosobowych wystawach, w tym w Montross Galleries w Nowym Jorku w 1913 roku i w City Art Museum w Saint Louis w 1916. Vonnoh miała też wystawy indywidualne; do najbardziej znaczących należały te w Corcoran Gallery of Art w Waszyngtonie w marcu 1910 roku oraz w Brooklyn Institute of Arts and Sciences w marcu 1913 roku. Artystka była członkiem Lyme Art Association w Connecticut, gdzie oboje z mężem mieli dom letniskowy. W 1921 roku została wybrana pełnoprawnym członkiem National Academy of Design; była pierwszą rzeźbiarką przyjętą do Akademii jako jej pełnoprawny członek.
W latach 20. Vonnoh idąc w ślady Janet Scudder zwróciła się przede wszystkim w stronę naturalnej wielkości fontann (Theodore Roosevelt Memorial Bird Fountain z lat 1923–1927, Frances Hodgson Burnett Memorial Fountain z lat 1926–1937). Po śmierci męża w 1933 roku w południowej Francji aktywność artystyczna Vonnoh osłabła. W 1948 roku wyszła ona powtórnie za mąż. Jej nowy małżonek, Edward L. Keyes, zmarł jednak po dziewięciu miesiącach małżeństwa. Vonnoh po śmierci spoczęła obok męża i innych przywódców kolonii artystycznej na Duck River Cemetery w Old Lyme. Największy publiczny zbiór jej rzeźb posiada Corcoran Gallery of Art, które otrzymało spadek po niej. Dla Metropolitan Museum of Art artystka przekazała swój portret namalowany przez Williama Chase’a w czasie, kiedy była młodą studentką sztuki.

## Twórczość
Deklarowanym celem artystycznym Bessie Potter Vonnoh było, według udzielonego przez nią w 1925 roku wywiadu, „poszukiwanie piękna w codziennym świecie w celu uchwycenia radości i rozmachu współczesnego, amerykańskiego życia”.
Bessie Potter Vonnoh była czołową rzeźbiarką przedstawiającą w swoich pracach amerykańską kobiecość. Jej ulubionym tworzywem był brąz. Podobnie jak amerykańscy malarze impresjonistyczni, artystka przedstawiała w swych rzeźbach motywy wzięte z życia codziennego, koncentrując się na statuetkach kobiet i dzieci ubranych według zasad ówczesnej mody. W okresie, w którym większość rzeźbiarzy skupiała swoją uwagę na monumentalnych pomnikach, Vonnoh tworzyła niewielkie rzeźby rodzajowe, które były nie tylko zapisem obrazu społeczeństwa przełomu XIX i XX wieku, ale także przyczyniły się do rewitalizacji małowymiarowych rzeźb z brązu w Ameryce. Jej Młoda matka dzięki natychmiastowej popularności sprawiła, że nazwisko Vonnoh stało się synonimem rzeźbiarskich przedstawień tematu macierzyństwa, w którym psychologiczny nastrój górował nad fizycznym opisem. W ślad za tą rzeźbą przyszły podobne prace o tematyce macierzyńskiej, a następnie wdzięczne figurki współczesnych kobiet czytających i tańczących, jak Tańcząca dziewczyna (Girl Dancing). Cechą dojrzałego stylu artystki stał się sposób plastycznej obróbki powierzchni rzeźb, który jednocześnie odzwierciedlał jej znajomość ówczesnej francuskiej praktyki akademickiej, a zwłaszcza twórczości rzeźbiarza Jules’a Dalou, znanego z takich prac jak Macierzyńska radość (1872). Najbardziej impresjonistyczna rzeźba Bessie Potter, Marzenia (Daydreams)  z 1898 roku (Corcoran Gallery of Art), przedstawiająca dwie dziewczyny wyciągnięte na kanapie, przypomina ówczesne obrazy wypoczywających kobiet, namalowane przez takich twórców, jak Edmund Tarbell i Thomas Wilmer Dewing.
Po roku 1907 artystka coraz częściej przystrajała rzeźbione przez siebie tancerki w uogólnione klasyczne suknie inspirowane tradycją grecką. Takie jej prace jak Szalik (The Scarf) z 1908 roku Museum of Fine Arts w Bostonie wywołały skojarzenia ze starożytnymi figurkami z Tanagry.
W latach 20. uwaga Vonnoh zwróciła się głównie w kierunku naturalnej wielkości fontann. Theodore Roosevelt Memorial Bird Fountain (1923–1927), przedstawiająca poidełko dla ptaków z dwójką dzieci, zwierzętami i ptakami znajduje się w Theodore Roosevelt Memorial Sanctuary w Oyster Bay, w stanie Nowy Jork, natomiast podobna tematycznie Frances Hodgson Burnett Memorial Fountain (1926–37) została odsłonięta w 1937 roku w Conservatory Garden w nowojorskim Central Parku.

## Nagrody i odznaczenia
- 1900 – 2 brązowe medale na Wystawie światowej w Paryżu[2]
- 1904 – złoty medal na Saint Louis World’s Fair w Saint Louis[6]
- 1915 – srebrny medal na Panama-Pacific International Exposition w San Francisco[6]
- 1916 – Bessie i Robert Vonnoh zostali uhonorowani za wspólną wystawę obrazów i rzeźb w City Art Museum w Saint Louis[6]
- 1921 – Elizabeth N. Watrous Gold Medal za rzeźbę Radość (Allegresse) z 1920 roku, Detroit Institute of Arts[3].

## Zbiory
Wśród pierwszych muzeów, które nabyły prace Vonnoh, były: Cincinnati Art Museum, Art Institute of Chicago, Metropolitan Museum of Art i Corcoran Gallery of Art.